# Spathiphyllum
Spathiphyllum é um género de plantas com flor pertencente à família Araceae. O género inclui as espécies conhecidas pelo nome comum de lírio-da-paz.

## Espécies
O género Spathiphyllum inclui, entre outras, as seguintes espécies:
- Spathiphyllum atrovirens
- Spathiphyllum bariense
- Spathiphyllum blandum
- Spathiphyllum brevirostre
- Spathiphyllum cochlearispathum
- Spathiphyllum commutatum
- Spathiphyllum cuspidatum
- Spathiphyllum floribundum
- Spathiphyllum friedrichsthalii
- Spathiphyllum fulvovirens
- Spathiphyllum gardneri
- Spathiphyllum grandifolium
- Spathiphyllum jejunum
- Spathiphyllum juninense
- Spathiphyllum kalbreyeri
- Spathiphyllum kochii
- Spathiphyllum laeve
- Spathiphyllum lechlerianum
- Spathiphyllum maguirei
- Spathiphyllum mawarinumae
- Spathiphyllum monachinoi
- Spathiphyllum montanum
- Spathiphyllum neblinae
- Spathiphyllum patini
- Spathiphyllum perezii
- Spathiphyllum phryniifolium
- Spathiphyllum quindiuense
- Spathiphyllum silvicola
- Spathiphyllum solomonense
- Spathiphyllum wallisii
- Spathiphyllum wendlandii

Entre os híbridos cultivados inclui-se:
- Spathiphyllum × clevelandii

## Utilização como planta ornamental
O lírio-da-paz é uma das plantas mais utilizadas em escritórios e demais interiores em todo o mundo. Sua beleza, associada à baixa exigência em luz e tolerância a descuidos a torna uma das melhores opções para ambientes internos, mas pode também ser utilizada com sucesso em ambientes externos.
É uma herbácea perene, de 30 a 40 cm de altura, com folhas brilhantes, que também possuem grande valor ornamental. É bastante semelhante à outra espécie chamada de Spathiphyllum cannifolium, que também possui grade valor ornamental.
O florescimento pode ocorrer durante o ano todo em algumas regiões, mas são é mais abundante durante a primavera-verão, liberando suas flores brancas que simbolizam a paz. Suas folhas não possuem perfume, e podem se tornar verdes com a idade ou devido à má iluminação.
A planta não cresce bem sob baixas temperaturas, sendo mais recomendada para as regiões tropicais, quando em ambientes externos. Ela pode sofrer injúrias nas folhas sob temperaturas constantemente abaixo dos 15 graus.
Como cuidar: O Lírio-da-paz cresce melhor quando cultivado à meia-sombra, em ambientes com boa iluminação indireta. Entretanto, ele também pode ser deixado em locais com pouca iluminação, inclusive em muitos locais que só recebem iluminação por lâmpadas. O excesso de sol direto pode amarelar as folhas e causar queimaduras.
A planta fica bem tanto quando plantada em vasos quanto em canteiros, formando conjuntos isolados, ou em bordaduras e beira de muros. A terra deve ser rica em compostos orgânicos e possuir boa drenagem de água, para que suas raízes não fiquem encharcadas demais. A planta cresce bem mesmo em locais com baixa umidade relativa do ar (em torno dos 30%).
Caso ele esteja em um local mais bem iluminado, regue mantendo a terra sempre úmida, mas não encharcada. Em locais mais escuros, deixe a terra secar um pouco antes de regar novamente.
O excesso de adubos pode inibir a formação de flores e gerar pontos marrons nas folhas. Se for utilizar adubos foliares, faça-e em torno de 3 vezes ao ano. Uma vez por mês, recomenda-se lavar as folhas ou retirar a poeira com um pano úmido.
Multiplica-se facilmente pelas numerosas mudas que se formam junto à planta original, as quais podem ser separadas da planta-mãe em qualquer época do ano. Você pode dividir as raízes com o auxílio de uma faca.
A NASA testou e aprovou a capacidade do lírio-da-paz como purificador de ar e para uso em estações espaciais.